# Ryō Takayasu
Ryō Takayasu (jap. 高安亮 Takayasu Ryō, ur. 19 lipca 1981 w Kanagawa) – były japoński pływak, specjalizujący się głównie w stylu motylkowym i dowolnym.
Brązowy medalista mistrzostw świata z Montrealu w sztafecie 4 x 100 m stylem zmiennym. Srebrny medalista Mistrzostw Pacyfiku na 100 m stylem motylkowym. 2-krotny zwycięzca zawodów o Puchar Świata w Tokio na 50 i 100 m stylem motylkowym.